# Mahmudxoʻja Behbudiy
Mahmudxoʻja Behbudiy (kyrillisch Маҳмудхўжа Беҳбудий; in arabischer Schrift محمود خواجه بهبودی, DMG Maḥmūd Ḫwāǧa Beḥbūdī; russisch Махмудходжа Бехбуди Machmudchodscha Bechbudi; geboren als Machmud Chodscha ibn Behbud Chodscha; * 1874; † März 1919 in Qarshi) war ein dschadidistischer Schriftsteller aus dem damaligen Turkestan im heutigen Gebiet Usbekistans. Er war der prominenteste und der vor der Oktoberrevolution am meisten respektierte Vertreter des um die Wende zum 20. Jahrhundert in Zentralasien aufkommenden Dschadidismus.

## Leben
Behbudiy entstammte der alten kulturellen Elite Turkestans: Sein Vater war ein Richter (Qādī) in einem Dorf nahe Samarkand. Behbudiy wurde an einer Madrasa-Hochschule unterrichtet. Als sein Vater starb, war Behbudiy im Alter von zwanzig Jahren gezwungen, als Schreiber bei einem Onkel, ebenfalls ein Qādī, zu arbeiten. Behbudiy wurde schließlich selbst Qādī und diente als Mufti in Samarkand.
1899 begab sich Behbudiy von Samarkand aus auf eine achtmonatige Reise, auf der er Istanbul, Kairo und Mekka besuchte, was einen Wendepunkt in seinem Leben darstellen sollte. Auf dieser Reise beobachtete er die aktuellen Entwicklungen im Bildungssektor im Osmanischen Reich und in Ägypten und kam in Kontakt mit den Anführern der kulturellen Reformbewegungen. Als er zurückgekehrt war, abonnierte er die Zeitung Tercuman des krimtatarischen Reformers İsmail Gasprinski. In Anlehnung an den tatarischen Zeitgeist änderte er seinen Namen von ibn Behbud Chodscha zu Behbudiy.

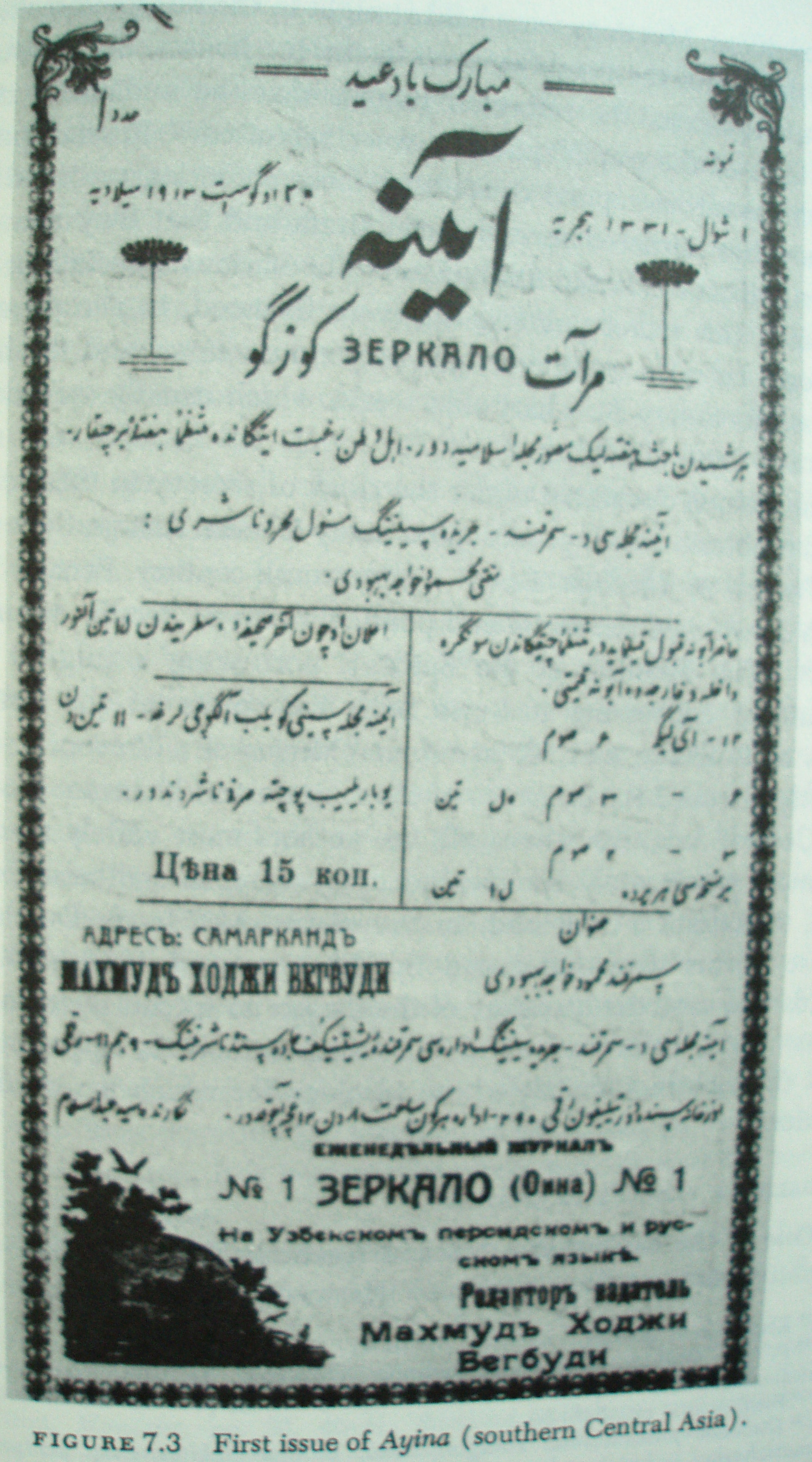
Titelblatt der ersten Ausgabe von Oyina

Behbudiys erste eigene Veröffentlichung war ein Essay in der Zeitung Turkiston viloyatining gazeti im Jahr 1902. Er unterstützte eine Schule, an der nach Gasprinskis Unterrichtsmethoden Literatur gelehrt wurde. Im Laufe der Jahre schrieb Behbudiy über die „Schulen der neuen Methode“ und brachte eine Zeitung (Samarqand) und ein Magazin (Oyina) heraus. Oyina enthält, so die turksprachige Aufschrift, türkische und persische Texte, laut russischer Aufschrift usbekische und persische. Dessen theoretische Schriften galten später als Standardwerke und Elementarbücher.
Zu Behbudiys Literatenkreis zählten auch Saidahmad Siddiqiy, Abduqodir Shakuriy und Hodschij Muin. Er wurde zum ersten Dramatiker Zentralasiens, als sein Werk Padarkush 1913 in Samarkand erstmals aufgeführt wurde. Padarkush yohud oʻqimagan bolaning holi („der Vatermörder oder was einem Sohn geschieht, der nichts gelernt hat“; Untertitel: „erste nationale Tragödie aus dem Leben Turkestans in 3 Aufzügen und 4 Bildern“) war insofern von Bedeutung, als das Werk bei der Bevölkerung im Gegensatz zu tatarischen Gastspielen bei der turkestanischen Bevölkerung ankam, da das Stück ihr eigenes Leben darstellte.
1914 eröffnete Behbudiy einen Buchhandel, in dem Werke aus der gesamten islamischen Welt – in tatarischer, osmanischer, arabischer und persischer Sprache sowie zu historischen, geographischen, allgemein-wissenschaftlichen, medizinischen und religiösen Themen, dazu Wörterbücher, Atlanten und Schaubilder – gesammelt waren. Da sich darunter viele osmanische und tatarische Übersetzungen europäischer Werke fanden und den Zentralasiaten so ein Blick auf Europa ermöglichte, sagte Behbudiy, wer Türkisch könne, kenne die Welt. Bis zu seinem Tod rief er seine Landsleute auf „aus dem Schlaf der Unwissenheit“ zu erwachen und sich das Wissen anzueignen, das das neue Zeitalter voraussetze.
Als nach der Februarrevolution in Samarkand am 5. März 1917 ein erstes Exekutivkomitee gebildet wurde, war Behbudiy eines von zwei muslimischen Mitgliedern. Im Streit um die Frage einer territorialen Autonomie für Turkestan sprach sich Behbudiy im Gegensatz zu den meisten Dschadidisten, die dadurch einen zu großen Einfluss der Ulama befürchteten, dafür aus.
Im März 1919 wurde Behbudiy, wie später beinahe alle anderen bedeutenden Vertreter, als erster Dschadidist getötet. Er wurde von Funktionären des Emirs von Buchara in Qarshi zu Tode gefoltert, nachdem sie ihn auf einer Durchreise durch das Emirat festgenommen hatten. Behbudiy war vermutlich auf dem Weg zur Pariser Friedenskonferenz. Hodschij Muin publizierte Behbudiys politisches Testament, das eine Bitte zum Fortführen seiner Arbeit im Bereich der Volksbildung beinhaltet.
Behbudiy zu Ehren war die Stadt Qarshi von 1922 bis 1937 nach ihm benannt.